# دین و پیشگیری از بارداری
دین و پیشگیری از بارداری (انگلیسی: Religion and birth control) دیدگاه‌های پیروان مذهبی در مورد پیشگیری از بارداری بسیار متفاوت است. این تفاوت دیدگاه می‌تواند حتی بین شاخه‌های مختلف یک دین هم مشاهده شود، مانند یهودیت و مسیحیت. برخی از معتقدان مذهبی نظرات خودشان در مورد استفاده از روش‌های پیشگیری از بارداری با عقایدی که رهبران دینشان از آن حمایت می‌کنند متفاوت است و بسیاری با این دوراهی اخلاقی دست و پنجه نرم می‌کنند که چه چیزی با توجه به ایمانشان، در مقابل شرایط شخصی، عقل و انتخاب، به عنوان عمل صحیح تصور می‌شود.
این سؤال که آیا پیشگیری از بارداری گزینه مناسبی برای پیروان است، دارای طیفی از باورها و استدلال‌های مختلف است که به دیدگاه دین در مورد زمان شروع زندگی و سؤالات در مورد اراده خدا یا خدا برای تولید مثل انسان بستگی دارد.

## هندو
برخی از متون مقدس هندو هندو شامل توصیه‌هایی در مورد آنچه که یک زن و شوهر باید برای ترویج لقاح انجام دهند، ارائه می‌دهد - بنابراین توصیه‌های نیز برای پیشگیری از بارداری را به کسانی که می‌خواهند ارائه می‌دهند. ماهاریشی ماهش یوگی، استاد معنوی آیورودا (علم زندگی هندو)، روش‌های مختلفی را برای پیشگیری از بارداری بر اساس فیزیولوژی تولید مثل توصیه کرده‌است. به روش‌هایی مانند دوره ایمن، داروهای ضد لانه‌گزینی، مهار تخمک‌گذاری یا اسپرماتوژنز، دستگاه ضد بارداری داخل رحمی، داروهای ضد زیگوت و غیره اشاره شده‌است. مهاباراتا ذکر می‌کند که کشتن جنین گناه است. از اینجا می‌توان استنباط کرد که با وجود توصیه به داروهای ضدبارداری، سقط جنین به عنوان یک گناه اولیه در نظر گرفته می‌شود. بیشتر هندوها می‌پذیرند که در مرحله خانه‌دار شدن، وظیفه داشتن خانواده وجود دارد، زیرا بدهی به تبار خانوادگی به نام پیترا رین (بدهی پدر) است و بنابراین بعید است که به‌طور کلی از بچه دار شدن خودداری کنند. دارایا (آموزه قوانین مذهبی و اخلاقی هندوها) بر نیاز به عمل به خاطر خیر جهان تأکید می‌کند؛ بنابراین، برخی از هندوها بر این باورند که تولید کودکان بیشتر از آنچه که محیط زیست می‌تواند تحمل کند، خلاف این قانون هندو است. اگرچه باروری مهم است، باروری بیش از حدی که بتوان از آن حمایت کرد، به منزله نقض آهیمسا (قاعده رفتار غیرخشونت‌آمیز) تلقی می‌شود.
.